# Tragidion carinatum
Tragidion carinatum är en skalbaggsart som beskrevs av Thomson 1860. Tragidion carinatum ingår i släktet Tragidion och familjen långhorningar. Inga underarter finns listade i Catalogue of Life.